# Nyhumanisme
Nyhumanisme eller neohumanisme var en kulturbevægelse i Tyskland i slutningen af 1700-tallet og begyndelsen af 1800-tallet som kulminerede i Goethe-tiden, med Wilhelm von Humboldt som stærk fortaler.
Bevægelsen opstod på grundlag af renæssancens humanisme med vægt lagt på indlevelse i antikkens gøremål. 
I nyere tid er nyhumanisme også betegnelsen for en akademisk bevægelse som blev udviklet omkring år 1900 af amerikanerne,  videnskabsmanden Irving Babbitt samt videnskabsmanden og  journalisten Paul Elmer More. 
Babbitt og More var stærkt kritiske over for begrebet magtfuldkommenhed i deres samtid og var i stedet fortalere for demokratisk opofrelse gennem moderate tiltag.